# Hyposidra umbrosa
Hyposidra umbrosa là một loài bướm đêm trong họ Geometridae.